# BWF International Series 2022
Die BWF International Series 2022 war die 16. Auflage der BWF International Series im Badminton. 

## Turniere und Sieger
| Veranstaltung                | Herreneinzel              | Dameneinzel             | Herrendoppel                             | Damendoppel                                     | Mixed                                            |
| ---------------------------- | ------------------------- | ----------------------- | ---------------------------------------- | ----------------------------------------------- | ------------------------------------------------ |
| Estonian International       | Alex Lanier               | Kristin Kuuba           | Ruttanapak Oupthong Sirawit Sothon       | Chasinee Korepap Jhenicha Sudjaipraparat        | Ratchapol Makkasasithorn Jhenicha Sudjaipraparat |
| Swedish Open                 | Kok Jing Hong             | Pitchamon Opatniput     | Danny Bawa Chrisnanta Andy Kwek          | Chasinee Korepap Jhenicha Sudjaipraparat        | Anton Kaisti Alžběta Bášová                      |
| Portugal International       | Andi Fadel Muhammad       | Hsu Wen-chi             | Su Ching-heng Ye Hong-wei                | Yeung Nga Ting Yeung Pui Lam                    | Ye Hong-wei Lee Chia-hsin                        |
| Dutch International          | Magnus Johannesen         | Myisha Mohd Khairul     | Rasmus Kjær Frederik Søgaard             | Ng Tsz Yau Tsang Hiu Yan                        | Lee Chun Hei Ng Tsz Yau                          |
| Luxembourg Open              | Mads Christophersen       | Chiara Marvella Handoyo | Andreas Søndergaard Jesper Toft          | Abbygael Harris Hope Warner                     | Lucas Corvée Sharone Bauer                       |
| Slovenian International      | Collins Valentine Filimon | Lin Hsiang-ti           | Wei Chun-wei Wu Guan-xun                 | Meilysa Trias Puspita Sari Rachel Allessya Rose | Kristian Kræmer Amalie Cecilie Kudsk             |
| Austrian Open                | Yeoh Seng Zoe             | Hsu Wen-chi             | Lin Yu-chieh Su Li-wei                   | Lee Chia-hsin Teng Chun-hsun                    | Ye Hong-wei Lee Chia-hsin                        |
| Santo Domingo International  | Misha Zilberman           | Yasmine Hamza           | Ayato Endo Yuta Takei                    | Sânia Lima Tamires Santos                       | Sumiya Nihei Minami Asakura                      |
| Cameroon International       | Sathish Kumar Karunakaran | Kasturi Radhakrishnan   | Christian Bernardo Alvin Morada          | Srivedya Gurazada Poorvisha Ram                 | Alvin Morada Alyssa Leonardo                     |
| Ukraine International        | Postponed                 | Postponed               | Postponed                                | Postponed                                       | Postponed                                        |
| Brazil International         | Uriel Canjura             | Juliana Viana Vieira    | Fabrício Farias Francielton Farias       | Jaqueline Lima Sâmia Lima                       | Jonathan Solís Diana Corleto                     |
| Indonesia International      | Ikhsan Rumbay             | Mutiara Ayu Puspitasari | Alfian Eko Prasetya Ade Yusuf            | Ririn Amelia Virni Putri                        | Dejan Ferdinansyah Gloria Emanuelle Widjaja      |
| Polish International         | Yushi Tanaka              | Hirari Mizui            | Chiu Hsiang-chieh Yang Ming-tse          | Miku Shigeta Yui Suizu                          | Chiu Hsiang-chieh Lin Xiao-min                   |
| Guatemala International      | Giovanni Toti             | Hristomira Popovska     | Jonathan Solís Aníbal Marroquín          | Sharon Au Jeslyn Chow                           | Jonathan Solís Diana Corleto                     |
| Sydney International         | Lin Chun-yi               | Sung Shuo-yun           | Lee Fang-chih Lee Fang-jen               | Sung Shuo-yun Yu Chien-hui                      | Chen Xin-yuan Yang Ching-tun                     |
| Egypt International          | Samuel Hsiao              | Daniella Gonda          | Pharanyu Kaosamaang Worrapol Thongsa-Nga | Martina Corsini Judith Mair                     | Ratchapol Makkasasithorn Chasinee Korepap        |
| Czech Open                   | Victor Svendsen           | Amalie Schulz           | Pharanyu Kaosamaang Worrapol Thongsa-Nga | Christine Busch Amalie Schulz                   | Mads Vestergaard Christine Busch                 |
| Peru International Series    | Jonathan Matias           | Juliana Viana Vieira    | Lam Wai Lok Kern Pong Lap Kan            | Jaqueline Lima Sâmia Lima                       | Fabrício Farias Jaqueline Lima                   |
| Pakistan International       | nicht ausgetragen         | nicht ausgetragen       | nicht ausgetragen                        | nicht ausgetragen                               | nicht ausgetragen                                |
| Vietnam International Series | Liu Liang                 | Nguyễn Thùy Linh        | Chen Boyang Liu Yi                       | Li Yijing Luo Xumin                             | Jiang Zhenbang Wei Yaxin                         |
| Hungarian International      | Lee Chia-hao              | Kaloyana Nalbantova     | Lin Yu-chieh Su Li-wei                   | Abbygael Harris Annie Lado                      | Brian Wassink Alyssa Tirtosentono                |
| Norwegian International      | Lin Chun-yi               | Natsuki Nidaira         | Chen Zhi-ray Lu Chen                     | Chang Ching-hui Yang Ching-tun                  | Lucas Corvée Sharone Bauer                       |
| Malaysia International       | Syabda Perkasa Belawa     | Gao Fangjie             | Chen Boyang Liu Yi                       | Liu Shengshu Tan Ning                           | Cheng Xing Chen Fanghui                          |
| Bahrain International        | Kai Schäfer               | Wang Yu-si              | Tanadon Punpanich Wachirawit Sothon      | Liang Ting-yu Wu Ti-jung                        | Gregory Mairs Jenny Moore                        |
| Mexico International         | Kevin Cordón              | Lauren Lam              | Ondřej Král Adam Mendrek                 | Catherine Choi Josephine Wu                     | Vinson Chiu Jennie Gai                           |
| El Salvador International    | Uriel Canjura             | Lauren Lam              | Kevin Lee Ty Alexander Lindeman          | Paula Cao Hok Lauren Lam                        | Joan Monroy Ania Setien                          |
| Manawatu International       | nicht ausgetragen         | nicht ausgetragen       | nicht ausgetragen                        | nicht ausgetragen                               | nicht ausgetragen                                |
| Turkey International         | nicht ausgetragen         | nicht ausgetragen       | nicht ausgetragen                        | nicht ausgetragen                               | nicht ausgetragen                                |